# Gonja (Sprache)
Gonja (auch Ngbanyito) ist die ghanaische Sprache des Gonja-Volkes.
Sie wird von ca. 230.000 (2004 SIL) Sprechern im südlichen Teil der Northern Region, in Westzentral Ghana, rund um die oberen Abzweigungen des Volta-Stausees, zwischen dem Schwarzen Volta und beiden Seiten des Weißen Volta gesprochen. 
Dialekte sind Gonja und Choruba (Choroba). 